# فرانسیس هاردینگ
فرانسیس هاردینگ (انگلیسی: Frances Hardinge؛ متولد ۱۹۷۳) نویسنده بریتانیایی کودکان است. اولین رمان او، «پرواز در شب»، در سال ۲۰۰۶ برنده جایزه  شد و به‌عنوان یکی از بهترین کتاب‌های مجله کتابخانه مدرسه فهرست شد. رمان «درختِ دروغ» او در سال ۲۰۱۵ برنده جایزه کتاب کاستا در سال ۲۰۱۵ شد، این اولین کتاب کودکی بود که پس از «جاسوس کهربایی» فیلیپ پولمن در سال ۲۰۰۱ برنده شد. او همچنین برای رمان‌هایش و همچنین برخی از داستان‌های کوتاهش در فهرست نهایی قرار گرفته و جوایز دیگری نیز دریافت کرده است.

## زندگی‌نامه
هاردینگ در برایتون انگلستان متولد شد و در چهار سالگی آرزوی نوشتن داشت. او در کالج سامرویل، دانشگاه آکسفورد زبان انگلیسی خواند و بنیان‌گذار کارگاه نویسندگان در آن‌جا بود.
حرفه نویسندگی او پس از برنده شدن در مسابقه مجله داستان کوتاه آغاز شد. مدت کوتاهی پس از برنده شدن، او پرواز در شب را در اوقات فراغت خود نوشت و پس از اصرارِ یکی از دوستان، آن را به ناشران مک‌میلن نشان داد.
هاردینگ اغلب با کلاه سیاه دیده می شود و از پوشیدن لباس‌های قدیمی لذت می‌برد.

## آثار

### رمان‌ها
- پرواز در شب (۲۰۰۵)
- وردیگریس دیپ (۲۰۰۷); عنوان ایالات متحده، جادوگرِ خوب
- جزیره گالستراک (۲۰۰۹); عنوان ایالات متحده، توطئۀ گمشده
- سرقت گرگ و میش (۲۰۱۱); عنوان ایالات متحده، تله پرواز - دنبالۀ پرواز در شب
- چهره‌ای مانند شیشه (۲۰۱۲)
- آواز فاخته (۲۰۱۴)
- درختِ دروغ (۲۰۱۵)
- پوستی از سایه‌ها (سپتامبر ۲۰۱۷)
- قلبِ مدفون (اکتبر ۲۰۱۹)
- گره‌گشا (سپتامبر ۲۰۲۲)[۱۳]